# ديربن سيتي
نادي ديربن سيتي كان نادي كرة قدم جنوب أفريقي أٌسس عام 1959. تم حله في عام 1988.